# 제18회 서울국제대안영상예술페스티벌
제18회 서울국제대안영상예술페스티벌은 2018년 8월 15일에 열린 시상식이다.

## 수상 및 후보

### 최우수 한국구애상
- 하녀들 - 노영미 수상

### 최우수 글로컬구애상
- 장갑과 대자연 - 프란지스카 람브레히트 외 1명 수상

### 관객구애상
- 풍정.각(風精.刻) 골목낭독회 - 송주원 수상

### 대항기억과 몸짓의 재구성X
- 칠레 전투 제1부: 부르주아지의 봉기 - 파트리시오 구스만
- 칠레 전투 제2부: 쿠데타 - 파트리시오 구스만
- 칠레 전투 제3부: 민중의 힘 - 파트리시오 구스만
- 나를 잊지 말아요 - 출라얀논 시리폰
- 피플 파워 폭탄선언: 베트남 장미의 일기 - 존 토레스
- 보이지 않는 것을 위한 기념비 - 아누 페난넨
- 호치민 루트 - 응우옌 트린 티
- 블라인딩 - 출라얀논 시리폰

### 뉴미디어대안영화
- 8명의 남자가 사는 방 - 뉴스 - 권혜원
- 8명의 남자가 사는 방 – 영화세트 - 권혜원
- 일시적 방문자 - 김세진
- SFdrome : 주세죽 - 김소영
- 작동-13개의 검은 구슬 - 뮌
- 바다 소금 극장 - 양아치
- [[[프랙티스02-막간극]]] - 옥인 콜렉티브
- 조금 불편한 그다지 불행하지 않은 0.43 - 임덕윤
- 우리집에 왜 왔니 왜 왔니 왜 왔니 1 - 홍이현숙
- 우리집에 왜 왔니 왜 왔니 왜 왔니 2 - 홍이현숙
- 정오의 목욕 - 흑표범
- 여자, 고아, 그리고 호랑이 - 제인 진 카이젠
- 사막의 몸 - 트린 T. 민하

### 한국신작전
- 기억의 소리 - 이공희
- 적정거리 - 박한나
- 솧 - 서보형
- 멋진 신세계 - 황윤정
- 나쁜 마음 - 명세진
- 달, 실 - 정섬 외 1명

### 글로컬 구애전
- 굿바이 마이 러브, NK - 김소영
- 남자, 화장을 하다 : 아이 원트 제로지 - 현영애
- 풍정.각(風精.刻) 골목낭독회 - 송주원
- 그 책 - 이정식
- 봄날 - 오재형
- 호접몽 - 이승엽
- r o t a t i o n - 김윤지 외 1명
- 스윗 골든 키위 - 전규리
- 463 - 포엠 오브 더 로스트 - 권아람
- 로다: 길리엄의 세 편의 시 - 조규준
- 고한용, 1920년대 경성의 다다이스트 - 배윤호
- 궤적(櫃迹) - 좋은 세상 - 정무진 외 2명
- O_ - 유수민 외 1명
- 사무라이 참프루 - 윤성훈
- 일조권 - 이동헌
- 달의 뒤편 - 전정치
- G - 박수진
- 밤낮 - 우주인
- 하녀들 - 노영미
- 체이스 앤 필 - 최민경
- 무지개 칠하는 법 - 에릭오
- 결정적 순간 - 강인석
- #cloud - 백종관
- 콘트라스트 오브 유 - 이은희
- 그냥 걷기 - 한수빈
- 360˚의 구름 - 김다연
- 303 끝없는 밤 - 정지나
- 뱃속이 무거워서 꺼내야 했어 - 조한나
- 통금 - 소람
- 관찰과 기억 - 이솜이
- 꽃과 거짓말 - 심혜정 외 1명
- 그림자 도둑 - 김희예
- 망각의 바다 - 김성영
- 방구의 무게 - 박단비
- 벌새 - 김재영
- 어느날 교실을 나오면서 - 고한벌
- 미지의 땅 - 스티브 산구에돌체

### 글로컬 구애전 X
- 세번째 마디, 세번째 부분 - 더 오톨리스 그룹 외 2명
- 신세계, 에피소드 1 - 파운드랜드 콜렉티브
- 큰 회색 올빼미로 패싱하기 - 샤를로트 프로저
- 꽃 - 바도 베르가라
- 호스트 사피엔스 - 목스 마켈라
- 우리는 나를 사랑해 - 나윈 노빠쿤
- 잠재적 응시 3 - 조승호
- 크리스트/엘 - 안드레아스 그루츠너
- 신여성 - 리타 츠
- 모든 걸 얘기해 봐요 - 리하나 자만
- 비밀을 삼키다 - 스티브 레인케 외 1명
- 리턴 - 팽-추안 황
- 장갑과 대자연 - 프란지스카 람브레히트 외 1명
- 버려진 돈 - 잔 이자스

### 장편 신작전
- 사라진 목소리 - 심혜정
- 동두천 - 김진아
- 공간소녀 - 최민혁
- VR변신 - 미카 존슨

### 테마 섹션
- 기억흔적 - 마츠모토 토시오
- 색즉시공 - 마츠모토 토시오
- 모나리자 - 마츠모토 토시오
- 니시진 - 마츠모토 토시오
- 장미의 행렬 - 마츠모토 토시오
- 아트만 - 마츠모토 토시오
- 커넥션 - 마츠모토 토시오
- 유령 - 마츠모토 토시오
- 마지막 천사 - 이토 타카시
- 조용한 하루 - 이토 타카시
- 달 - 이토 타카시
- 구역 - 이토 타카시
- 천둥 - 이토 타카시
- 스페이시 - 이토 타카시